# Oligoryzomys flavescens
El colilargo (Oligoryzomys flavescens) es una especie de roedor integrante del género Oligoryzomys de la familia Cricetidae. Habita en el centro-este de Sudamérica.

## Taxonomía
Esta especie fue descrita originalmente en el año 1837 por el naturalista inglés George Robert Waterhouse.
Localidad tipo
La localidad tipo es: Maldonado, departamento de Maldonado, Uruguay.
Relaciones taxonómicas
Tanto morfométricamente como cariotípicamente es similar a O. fornesi.

## Distribución geográfica
Esta especie se distribuye en el este de Sudamérica, en el este de Brasil (desde Bahía hasta Río Grande del Sur), el este de Paraguay, todo Uruguay y el norte, centro y este de Argentina, llegando por el sur hasta el sudoeste de Buenos Aires. Posiblemente también habite en el sur de Bolivia.

## Hábitat y costumbres
Es un roedor terrestre y nocturno, adaptable a una numerosa variedad de hábitats, altos pastizales de marismas, arbustales áridos, matorrales en sierras y hasta zonas agrícolas.
Su alimentación es principalmente herbívora, aunque ocasionalmente preda sobre invertebrados. Las hembras paren camadas integradas por entre 3 y 7 crías (promedio 5), lo que ocurre desde la primavera hasta el otoño. Es uno de los reservorios de varios hantavirus.

## Conservación
Según la organización internacional dedicada a la conservación de los recursos naturales Unión Internacional para la Conservación de la Naturaleza (IUCN), al no poseer mayores peligros y vivir en muchas áreas protegidas, la clasificó como una especie bajo “preocupación menor” en su obra: Lista Roja de Especies Amenazadas.